# Кузун
Кузун (азерб. Kuzun, лезг. Кузун) — село в Гусарском районе Азербайджана. Расположено в 35 километрах от города Гусара, в нескольких километрах от горы Шахдаг.
В селе берёт своё начало альпинистская тропа восхождения на гору Базардюзю, высочайшую горную вершину Азербайджана.

## Известные личности
Мусхаб-Али Кузунский